# Una diligenza per l'ovest
Una diligenza per l'ovest (Winds of the Wasteland) è un film del 1936 diretto da Mack V. Wright. Il film, conosciuto in italiano anche con i titoli Il vento della prateria e Sulle orme del vento, è interpretato da John Wayne, Phyllis Cerf e Lew Kelly.

## Trama
In seguito all'arrivo del telegrafo in California, John Blair e Larry Adams perdono il loro lavoro di Pony Express. Si recano perciò a Buchanan con l'intenzione di acquistare una diligenza per intraprendere come nuova attività il servizio di trasporto di passeggeri e merci. Vengono però ingannati da Cal Drake, che avendo in concessione le linee della zona, cede loro per la somma di tremila dollari la linea meno redditizia: quella che collega Buchanan alla città fantasma di Crescent City, abitata soltanto dal sindaco Rocky O'Brien e dal dottor William Forsythe. L'arrivo a Crescent City della figlia di Forsythe, di un paio di famiglie e di una cinquantina di operai, venuti nella cittadina per installare la nuova linea telegrafica, ne incrementa la popolazione, contribuendo allo sviluppo degli affari per Blair ed Adams.
La grande occasione è però rappresentata dall'appalto del servizio postale di Stato, con un sussidio governativo pari a venticinquemila dollari, che attrae sia Blair che Drake. Per aggiudicarselo occorre vincere la gara tra diligenze lungo il tragitto da Buchanan a Sacramento. Nonostante Drake cerchi in tutti i modi di ostacolare la partecipazione del suo avversario, tendendogli inizialmente un'imboscata, incendiando poi la rimessa dove si trova la sua diligenza ed infine facendolo arrestare per aver ucciso uno dei suoi uomini, la gara viene vinta da Blair per la felicità di tutta la comunità di Crescent City.

## Produzione
Il film, diretto da Mack V. Wright su una sceneggiatura e un soggetto di Joseph F. Poland, fu prodotto da Nat Levine per la Republic Pictures e girato nell'Agoura Ranch, nel Brandeis Ranch e nella Sacramento River Valley, in California, e mostra alcuni filmato di repertorio girati sulla Sierra Nevada.

## Distribuzione
Il film fu distribuito negli Stati Uniti il 6 luglio 1936 dalla Republic Pictures. Il film è conosciuto anche con il titolo Stagecoach Run.
Altre uscite internazionali del film sono state:
- nel Regno Unito nel giugno del 1937
- in Germania nel 2009 (Die Winde der Wildnis e Stürme im Wilden Westen, DVD)
- in Danimarca (Den mystiske Prærieby)
- in Italia (Il vento della prateria)

## Promozione
La tagline è: "A six-shooter writes the law as war flames on the range! Adventure---as bullets blaze the pioneer trail!".

## Critica
Secondo il Morandini il film è un "western republic di stampo tradizionale con suggestive scene d'azione a cavallo".